# Leövey József
Leövey József (Pest, 1840. április 16. – Zombor, 1917. június 30.) magyar színész, rendező, színigazgató.

## Életpályája
Először szűcsmesterséget tanult. 1861-ben a Budai Népszínházban tűnt fel először színészként Molnár Györgynél. 1865-ig volt itt színész; ekkor Győrbe, majd Sopronba került. 1866–1871 között Kolozsvárra szerződött Fehérváry Antalhoz. 1871–1876 között a Nemzeti Színház tagja volt. 1876 nyarától ismét vidéken tartózkodott. 1876-ban Nagyváradon volt. 1877–1878 között Aradon játszott. 1878-ban Nagyenyed, Déva és Eperjes voltak állomásai. Szuper Károly (1879), Szabó Antal (1881), Bogyó Alajos (1886–1887), Fábián László (1890–1893) társulataival járta az országot. 1883–1904 között Jakabffy Gábor, Füredi Károly, Ágh Aladár, Deák Péter, Pesti Ihász Lajos rendezők mellett dolgozott. 1887–1888 között Bánfalvi Béla társulatában szerepelt Nagyszombaton; itt ünnepelte meg 25 éves színészi évfordulóját. 1888–1889 között Miskolczi Henriknél volt színész. 1889–1890 között ő is megpróbálkozott koncessziós társulat vezetésével. 1893–1896 között Pancsován és Zomboron színészkedett. 1896-ban Kunhegyi Miklós társulatában játszott.
Szerelmes szerepeket játszott. Később hős és jellemszínész volt, majd tevékeny titkára vidéki színtársulatoknak.

## Családja
Szülei Leövey József és Varga Viktória voltak. Felesége, Ujfalusi Gizella (1852–1888) színésznő volt.

## Színházi szerepei
- William Shakespeare: A vihar – Francisco
- Gogol: A revizor – Korodkin
- Jósika Miklós: Salome – Vilmos
- Augier–Sandeau: Nemes és polgár – Charassus
- Björnson: A csőd – Kmützen